# Destolmia lanceolata
Destolmia lanceolata är en fjärilsart som beskrevs av Walker 1865. Destolmia lanceolata ingår i släktet Destolmia och familjen tandspinnare. Inga underarter finns listade i Catalogue of Life.